# Садриев, Самат Салахович
Самат Салахович Садриев (15 января 1920 года — 20 января 1988 года) — участник Великой Отечественной войны, командир отделения 667-го стрелкового полка, 218-я стрелковая дивизия, 47-я армия, Воронежский фронт. Старшина. Герой Советского Союза (1944).

## Биография
Родился 15 января 1920 года в селе Старое Шугурово ныне Лениногорского района Республики Татарстан в семье крестьянина. Татарин.
Окончил 7 классов. Работал секретарём Шугуровского отдела народного образования.
В Красной Армии с начала 1942 года. В действующей армии с июля 1942 года. Член ВКП(б)/КПСС с 1944 года.
23 сентября 1943 года 667-й стрелковый полк 218-й стрелковой дивизии 47-й армии Воронежского фронта с боями занял село Сушки (Каневский район Черкасской области) и вышел к Днепру.
В ночь на 24 сентября 1943 года отделение под командованием сержанта Садриева скрытно преодолело Днепр в районе села Хутор-Хмельная (Каневский район Черкасской области), но на берегу было встречено сильным автоматным огнём противника. Пользуясь темнотой, бойцы подползли к вражеской траншее, забросали её гранатами и вступили в рукопашную схватку с гитлеровцами, в ходе которой Садриев лично уничтожил семерых солдат противника.
Как только был смят передовой вражеский заслон, Садриев заметил впереди вражеский пулемёт, ведущий огонь по нашим боевым порядкам. Со своими бойцами он вышел в тыл пулемётному расчёту и уничтожил его. Когда противник направил на помощь обороняющимся свежие силы, сержант лёг за только что захваченный пулемёт и отразил атаку врага. Занятые боем, навязанным отделением Садриева на берегу, фашисты не смогли помешать переправе остальных сил батальона, которые сразу же закрепились в отвоёванных окопах.
Своими действиями отделение обеспечило форсирование реки стрелковыми подразделениями полка.
Указом Президиума Верховного Совета СССР от 3 июня 1944 года за мужество, отвагу и героизм, проявленные в борьбе с немецко-фашистскими захватчиками, сержанту Садриеву Самату Салаховичу присвоено звание Героя Советского Союза с вручением ордена Ленина и медали «Золотая Звезда» (№ 4652).
Участвовал в Параде Победы в Москве 24 июня 1945 года.
В 1946 году старшина Садриев демобилизован. Жил в городе Лениногорске. Работал электросварщиком, машинистом цементировочного аппарата, бригадиром электросварщиков на объединении «Лениногорскнефть».
Умер в январе 1988 года. Похоронен на татарском кладбище посёлка Подлесный Лениногорского района.

## Награды
- Медаль «Золотая Звезда» Героя Советского Союза;
- орден Ленина;
- орден Октябрьской Революции;
- два ордена Отечественной войны 1-й степени;
- орден Отечественной войны 2-й степени;
- орден Красной Звезды;
- медаль «За отвагу» (12.10.1943);
- медали.

## Память
- Его именем названа одна из улиц Лениногорска.
- Обелиск на Аллее Героев в Лениногорске.
- В Лениногорске ежегодно в июне месяце проводится детский шахматный турнир его памяти[2].